# Savas Karipidis
Savas Karipidis (griechisch Σάββας Καρυπίδης; * 23. Mai 1979 in Katerini, Griechenland) ist ein ehemaliger griechischer Handball-Nationalspieler.

## Karriere

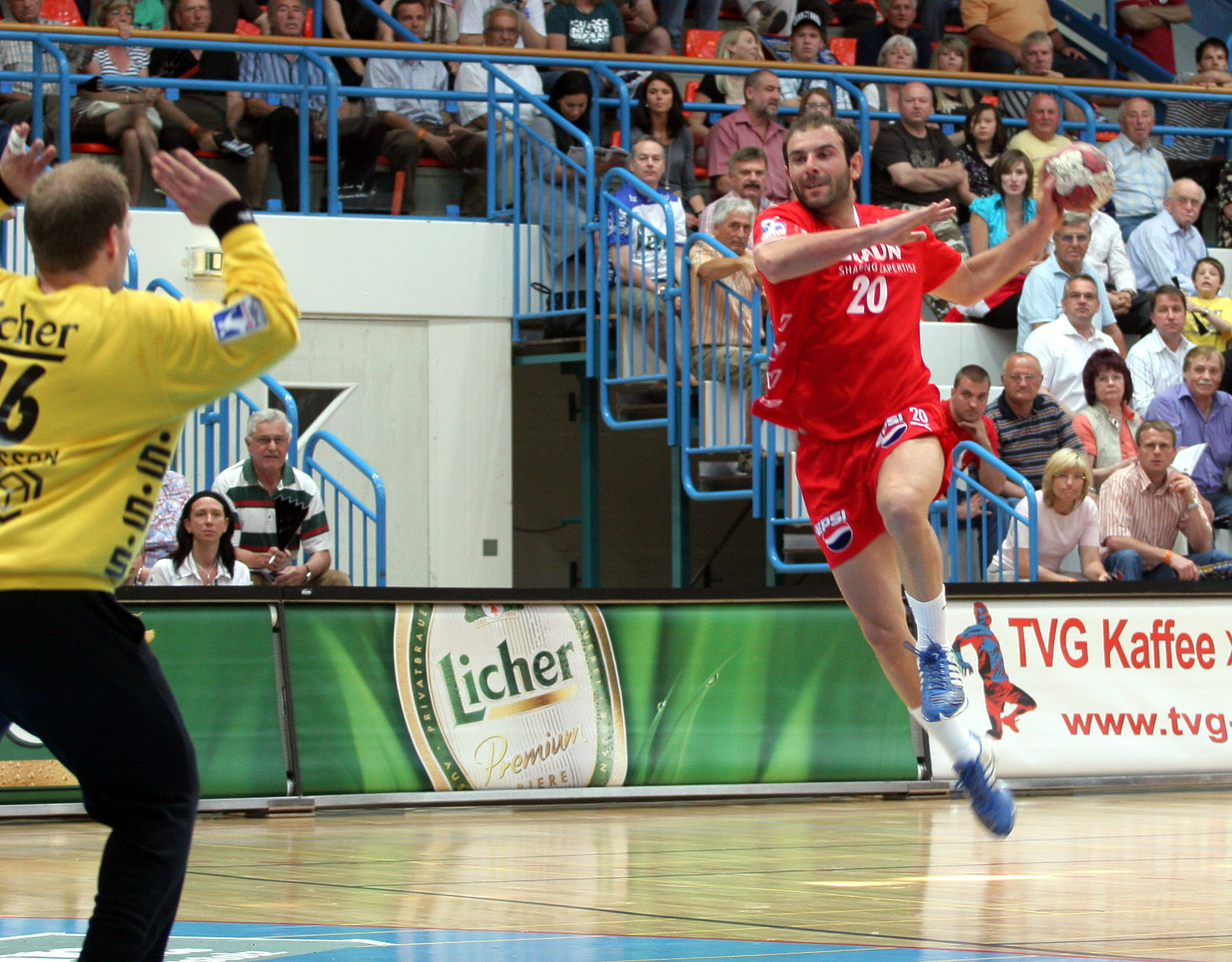
Savas Karipidis in einem Bundesligaspiel

Nachdem er für AS Filippos Verias gespielt hatte, wechselte er im Januar 2005 für ein halbes Jahr zu den Kadetten Schaffhausen. Zur Saison 2005/06 wechselte er zur HSG Wetzlar, für die er zwei Jahre aktiv war. Von 2007 bis 2013 spielte er für die MT Melsungen. Anschließend unterschrieb er einen Vertrag beim griechischen Verein AEK Athen. 2014 gewann er den griechischen Pokal. Zur Saison 2015/16 kehrte er zurück zum AS Filippos Verias.
Mit der griechischen Nationalmannschaft nahm er an den Olympischen Spielen 2004 in Athen teil und erzielte 34 Tore in acht Spielen. Er bestritt bislang über 200 Länderspiele.

## Erfolge als Spieler
- Schweizer Meister 2005 mit Kadetten Schaffhausen
- Nominierung in die Weltauswahl
- Teilnahme am HBL All-Star Game 2009
- Torschützenkönig der Saison 2008/09
- Griechischer Pokalsieger 2014